# Lingemeer
Het Lingemeer is een plas van 80 ha aan de noordzijde van de Betuwse rivier de Linge. De plas ligt tussen Tiel en Rhenen zuidwestelijk van Lienden en grenst aan de A15. Het Lingemeer is ontstaan door zandwinning en is ongeveer 15 meter diep.

## Woonwijk Lingemeer
Het vroegere recreatiepark Lingemeer werd in 2010 officieel een woonwijk van Lienden in de gemeente Buren. De vroegere recreatiewoningen kregen daardoor een woonbestemming. Lingemeer heeft officiële blauwe plaatsnaamborden (komborden). De wijk bestaat uit watersingels met vrijstaande en twee-onder-één-kap woningen.

## Landgoed Lingedael
Het gebied om het meer wordt tot 2028 ontwikkeld tot landgoed Lingedael. Het Lingelandschap tussen De Beldert en Lingemeer in Lienden moet daarbij een Friese uitstraling krijgen. Het gebied zal worden ontgrond voor zandwinning. Die ingreep wordt gekoppeld aan natuurontwikkeling, recreatie, waterberging en wonen. Daartoe komen er nog twee grote meren bij (33 en 36 hectare) met stranden en aanlegsteigers. Tussen die nieuwe meren staat een klein dorpje gepland van ruim 100 woningen. De twee nieuwe plassen krijgen geen verbinding met recreatieplas de Beldert. Verder worden een paar huizen, fiets- en wandelroutes langs de kronkelende Linge gemaakt.